# Nulvi
Nulvi – miejscowość i gmina we Włoszech, w regionie Sardynia, w prowincji Sassari.
Według danych na rok 2004 gminę zamieszkiwało 3007 osób, 44,9 os./km². Graniczy z Chiaramonti, Laerru, Martis, Osilo, Ploaghe, Sedini i Tergu.